# Monika (sång)
Monika är en sång framförd av gruppen Island. Detta var det första bidrag som Cypern deltog med i Eurovision Song Contest 1981. Låten kom på 6:e plats.

### Fotnoter
1. ↑  ”Listplacering”. http://austriancharts.at/showitem.asp?interpret=Island&titel=Monica&cat=s. Läst 28 april 2011.